# Gare de Hannut
La gare de Hannut est une ancienne gare ferroviaire belge de la ligne 127, de Landen à Statte, située dans la ville de Hannut, dans la Province de Liège en Région wallonne.

## Situation ferroviaire
La gare de Hannut était située au point kilométrique (pk) 9,60 de la ligne 127, de Landen à Statte entre les points d’arrêt de Bertrée et Villers-le-Peuplier.

## Histoire
La loi du 31 mai 1863 fait état de la concession à MM. Jean-Pierre Cluysenaar et Cie un « chemin de fer de Landen au railway de Namur à Arlon » qui passerait par Hannut et la vallée du Hoyoux. Les plans d'origine prévoient de faire aboutir cette ligne à Haversin ou à un point de la ligne de l’Ourthe.
La ligne de Landen à Statte, construite par la Société anonyme du chemin de fer Hesbaye-Condroz, est inaugurée le 22 novembre 1875. Dans la foulée, son exploitation est cédée aux Chemins de fer de l'État belge . Hannut constitue la station intermédiaire la plus importante de la ligne et est pourvue de trois voies ainsi que d'une ou plusieurs voies desservant la halle et la cour aux marchandises. Plusieurs usines à proximité expédiaient ou reçoivent des marchandises par le chemin de fer.
La ligne ferme aux voyageurs en 1963 et les trains de marchandises cessent de rouler entre Landen et Hannut à partir de 1964. Des trains caboteurs venant de Statte continueront à desservir les usines, carrières et exploitations agricoles raccordées au chemin de fer. Le dernier client, à Hannut, cesse d’expédier par le rail en 1982. Le dernier train avant le démontage sera une locomotive série 80 qui ira rechercher des wagons déclassés sur une voie de garage à Hannut . Les rails restent entretenus par l'armée jusqu’en 1992 afin de pouvoir réutiliser cette ligne pour des raisons stratégiques. Elle est par la suite démantelée.
Encore en bon état à la fin des années 1980, le bâtiment de la gare a été reconverti en maison de l'emploi (Forem) en 2000-2001. À cette occasion, la façade a été entièrement recouverte de bois (aile basse) et de métal (corps de logis) avec un étage supplémentaire et des nouveaux percements et une nouvelle aile en bois à la place de celle de service.
Un RAVeL a été créé, entre Landen et Huccorgne avec une aire de repos près de l'ancien quai.

## Patrimoine ferroviaire

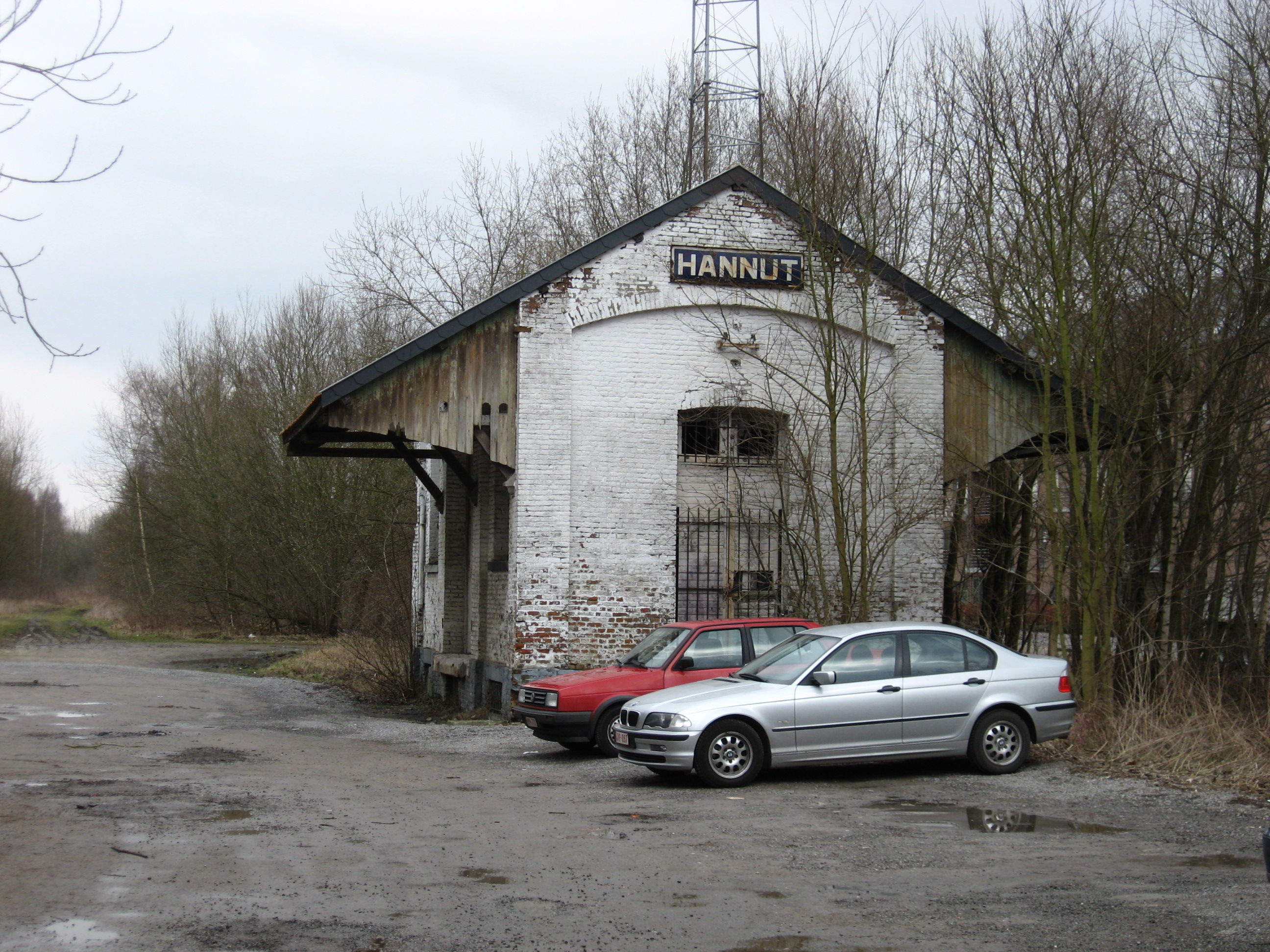
Ancienne halle aux marchandises.

Le bâtiment des recettes, construit en briques, correspond au type standard de la compagnie Hesbaye-Condroz qui se caractérise un corps de logis à deux étages de largeur importante (trois travées) avec une seule travée latérale sous toit en bâtière transversale, ainsi qu'une aile longitudinale de cinq travées latérales. Comportant à l'origine cinq (ou six) travées, largement espacées, avec une double baie à l’extrémité, il a par la suite été allongé à huit travées et des fenêtres supplémentaires ont été ajoutées côté quai. De l'autre côté, une extension ultérieure du corps de logis consistait en une petite structure à toit plat d'un étage de deux travées côté rue accolée à un appentis de plain-pied avec un mur délimitant la cour.
La rénovation de 2000-2001 a fortement altéré l’aspect originel du bâtiment, celui de Braives — seul autre bâtiment des recettes de la ligne 127 à avoir échappé à la démolition — est resté en état proche de l’origine, tout comme plusieurs gares sur la ligne 126.
La halle aux marchandises est désormais à l’abandon. Le site est concerné par un projet de revitalisation urbaine.